# Гермооболонка
Гермооболо́нка (герметична оболонка; захисна оболонка; гермозона; контайнмент, від англ. containment) — пасивна система безпеки енергетичних ядерних реакторів, головною функцією якої є запобігання виходу радіоактивних речовин у довкілля при серйозних аваріях.

## Загальна характеристика
Гермооболонка — це масивна споруда особливої конструкції, в якій розташоване основне обладнання реакторної установки (РУ). Гермооболонка є найбільш характерною в архітектурному плані і найважливішою з точки зору безпеки спорудою атомних електростанцій, останнім із п'яти фізичних бар'єрів на шляху розповсюдження радіоактивних речовин та іонізуючих випромінювань, і є елементом «Глибоко ешелонованого захисту».
Глибоко ешелонований захист — сукупність послідовних фізичних бар'єрів на шляху розповсюдження радіоактивних речовин та іонізуючих випромінювань у поєднанні з технічними засобами і організаційними заходами, спрямованими на недопущення відхилень від нормальних умов експлуатації, запобігання аваріям і обмеження їх наслідків.
Практично всі енергоблоки, що будувалися протягом останніх кількох десятиліть, обладнані захисними оболонками.Їх застосування є необхідним для захисту у разі внутрішньої аварії з розривом великих трубопровідів і втратою теплоносія (англ. LOCA, Loss-of-coolant accident), а також у випадку зовнішніх подій, таких як землетруси, цунамі, урагани, смерчі, падіння літаків, вибухи, ракетні удари тощо.
Гермооболонка розраховується на виконання своїх функцій з урахуванням всіх можливих механічних, теплових і хімічних впливів, які виникають внаслідок закінчення теплоносія і розплавлення активної зони. Найчастіше гермооболонки мають додаткове обладнання: системи безпеки для локалізації пару і зниження тисків, особливі вентиляційні системи з фільтрами для очищення від йоду, цезію та інших продуктів розпаду.
Залежно від типу реактора і специфічних зовнішніх загроз (наприклад, сейсмічності), конструкція гермооболонок може значно варіюватися. Більшість сучасних герметичних оболонок (приблизно 95%) є спорудами різного розміру з бетону, армованого або попередньо напруженого, найчастіше циліндричної форми.
Герметична оболонка є складною структурою, що включає системи великих трубних і кабельних пропусків. Гермооболонки підлягають спеціальному технічному нагляду з регулярними перевірками їх функціональності та  інспекціями з боку державних органів. Матеріали, монтаж, налаштування та експлуатація гермооболонок підлягають жорстким вимогам.
Перша гермооболонка в світі була побудована на АЕС Коннектикут Янки (США), і була введена в експлуатацію в 1968 році.

## Відмінності за типами реакторів

### Водо-водяні реактори
У гермооболонках водо-водяних реакторів розташовується основне обладнання реакторної установки, зокрема реактор, циркуляційні петлі першого контуру, головні циркуляційні насоси, парогенератори. Також присутні центральний зал, басейн витримки відпрацьованого палива, компенсатор об'єму, САОЗ, ІЗП КТ, полярний кран, а також деякі допоміжні системи та інше обладнання. Майже всі гермооболонки, що використовуються, є так званого «сухого» типу.
Для водо-водяних реакторів головним фактором, що вимагає використання гермооболонки, є необхідність забезпечення стійкості підвищеного тиску, який виникає внаслідок розриву трубопроводів першого контуру. У контейнменті завжди підтримується невелике розрідження для пом'якшення впливу ударної хвилі. Основною допоміжною системою є спринклерна система, яка забезпечує розпилення холодної води з форсунок, розташованих під куполом, з метою конденсації пари і зниження тиску.
Залізобетонні та попередньо-напружені оболонки вперше з'явилися в США. Перша з них, залізобетонна, була споруджена на АЕС «Коннектикут Янкі», і введена в експлуатацію у 1968 році. Попереднє напруження оболонки вперше застосоване на АЕС «Роберт Е. Джина» (запуск у 1969 році), але лише частково, використовуючи вертикальне напруження у стінах. Повне попереднє напруження стін і купола вперше було застосоване на АЕС "Палісадес" (англ.) (запуск у 1971 році). Після цього практика будівництва гермооболонок з попередньо-напруженого залізобетону почала широко поширюватися в США, Канаді, Японії, Бельгії (АЕС «Тіанж», блок 1, 1975), Франції (АЕС «Фессенайм», блоки 1-2, 1977 рік), СРСР. Перше застосування такої гермооболонки в радянському реакторобудуванні — АЕС «Ловійса» з реакторами ВВЕР-440 в Фінляндії (перший блок пущений у 1977 році), а потім, починаючи з Нововоронезької АЕС (блок 5, запуск у 1980 році), у СРСР почали будуватися блоки з ВВЕР-1000, які були оснащені гермооболонками.
Гермооболонки водо-водяних реакторів мають великі розміри: зазвичай об'ємом від 75 000 до 100 000 м³, у радянських проєктах — від 65 000 до 67 000 м³. Такий великий об'єм необхідний для сприйняття енергії, що виділяється при аварії. У більшості випадків вони розраховані на внутрішній тиск в 0,5 МПа. Існує два підходи:
- Одиночна оболонка з внутрішнім металевим облицюванням. Найбільш поширена, використовується в більшості країн, в тому числі у США, Японії, Росії. Має в основному циліндричну форму, для більшості німецьких проєктів характерна сталева оболонка напівсферичної форми.
- Подвійна, часто з великим простором між оболонками, із внутрішнім металевим облицюванням або без нього (так званий «французький» варіант). Зовнішня, ненапружена оболонка для захисту від зовнішніх впливів і внутрішня, попередньо-напружена, для локалізації аварій з розгерметизацією першого контуру. У Франції для реакторів потужністю від 1300 МВт використовуються подвійні оболонки, також вони застосовуються в останніх енергоблоках у Бельгії[6]. Варіант з подвійною гермооболонкою спочатку розглядався і в СРСР для реакторів ВВЕР-1000, однак рішенням голови Держкомітету СРСР з використання атомної енергії Петросянца А. М.(інші мови) був обраний одиночний варіант[14]. У 2000-х роках для нового проєкту АЕС-2006 з реакторами ВВЕР-1200 Росія вирішила використовувати подвійну гермооболонку зі сталевим внутрішнім облицюванням. Об'єм внутрішньої оболонки — 65 000 м³, між внутрішньою і зовнішньою оболонками — простір об'ємом 18 000 м³[15].

Інші види, крім «сухих» гермооболонок, для водо-водяних реакторів останні десятиліття не будуються. Раніше, в малій кількості використовувалося ще два типи, що мали менші розміри:
- з льодовим конденсатором в межах гермооболонки, який здатний конденсувати пар у разі аварії (наприклад, станції АЕС Секвоя[en] і Ватс Бар в США)[8];
- з глибоким розрідженням у гермооболонці, для згладжування різкого впливу та часткової компенсації підвищення тиску при аварії.

### Киплячі реактори

Спрощене схематичне зображення енергоблоку з поширеним киплячим реактором General Electric
1 — активна зона з паливом;
5 — басейн витримки відпрацьованого палива;
8 — корпус реактора;
10 — бетонна гермооболонка;
19 — сталева оболонка;
24 — бак-барботер;
39 — стрижні СУЗ

Більшість киплячих реакторів працюють у США, Японії (компанія General Electric і її ліцензіати, Toshiba і Hitachi), Швеції (компанія ABB) і Німеччини (компанія Kraftwerk Union).
Всі киплячі реактори проєктуються з системами зниження тиску в гермооболонці. Контайнмент складається з двох головних частин — сухої шахти (сухого боксу) реактора (англ. dry-well) і бака-барботера (англ. wet-well). У випадку аварії з втратою теплоносія в межах гермооб'єму, пара направляється за допомогою козирків (напрямних апаратів) в бак-барботер з водою, де відбувається її конденсація. На додаток є також системи з розпиленням води в гермооб'ємі. У зв'язку з такою конструкцією обсяги оболонок досить малі — близько 1/6 розміру від «сухої» оболонки водо-водяних реакторів. Майже всі допоміжні системи розташовуються в будівлі, яка оточує гермооболонку. Ця будівля виконує роль другого контайнмента (англ. secondary containment), в ньому підтримується слабке розрідження.
Більшість перших проєктів «General Electric» і її ліцензіатів в різних країнах мають бетонний контайнмент зі сталевою внутрішньою оболонкою грушоподібної форми, яка відділяє сухий бокс від бака-барботера. У Скандинавії, блоки компанії «ABB», наприклад у Швеції та Фінляндії (АЕС Олкілуото), оснащені гермооболонки з попередньо-напруженого залізобетону зі сталевою облицюванням, закритого у верхній частині сталевим куполом. Основа і верхня частина попередньо-напружені лише частково. У Німеччині енергоблоки Kraftwerk Union спочатку оснащувалися сталевими напівсферичними гермооболонками, потім проєктні рішення змінилися на циліндричні оболонки з попередньо-напруженого залізобетону зі сталевою облицюванням і додатковим захистом від падіння літаків у верхній частини (блоки B і C АЕС Ґундреммінґен). У енергоблоках з поліпшеними киплячими реакторами, які будує «General Electric» і його ліцензіати в Японії і Тайвані, гермооблонка інтегрована в будівлю реакторного відділення таким чином, що зменшився загальний розмір споруди і збільшилася сейсмостійкість за рахунок зниження центру ваги.

### Важководні реактори

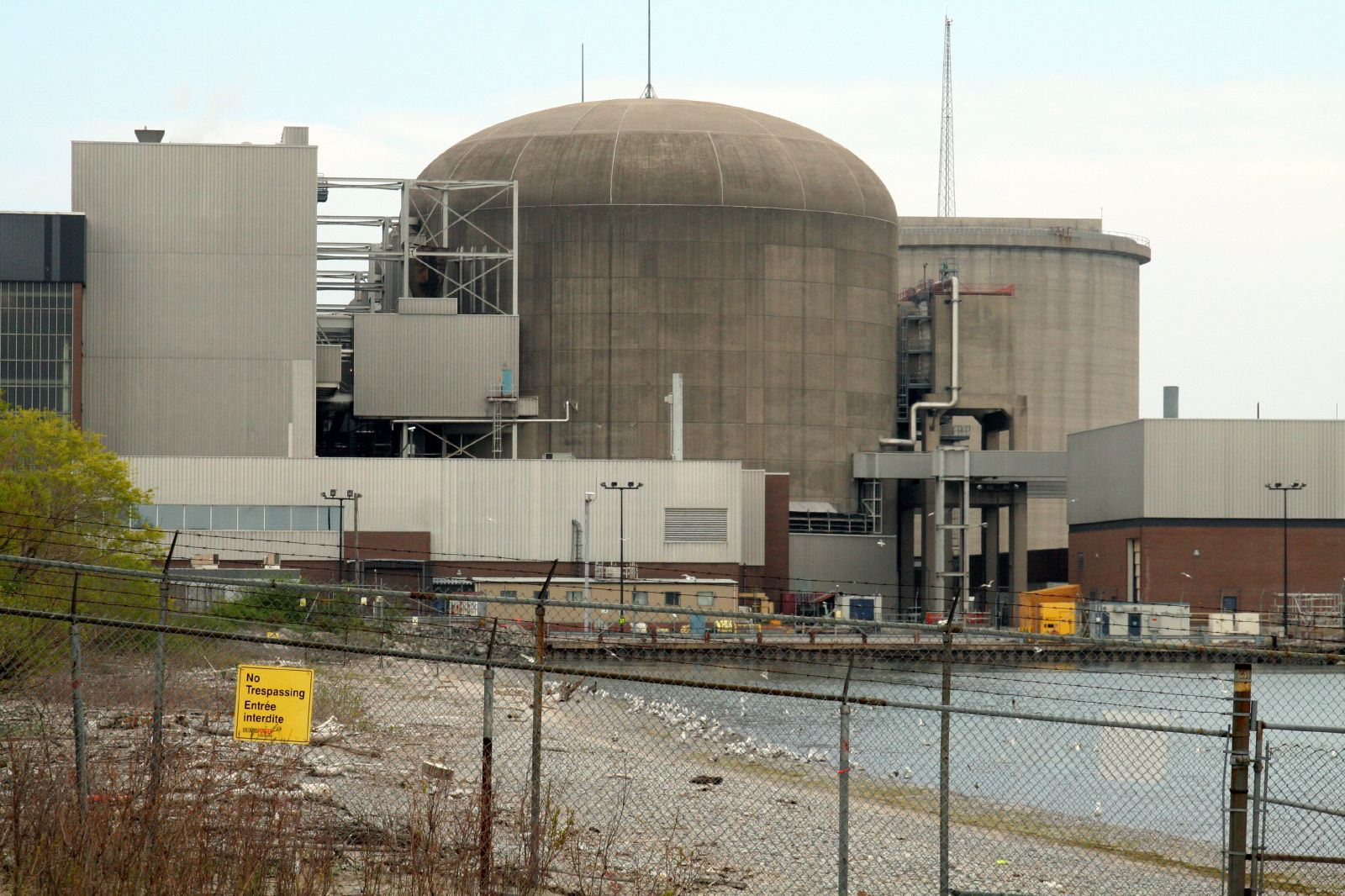
Енергоблок Pickering Nuclear Generating Station, на задньому плані споруда для скидання тиску

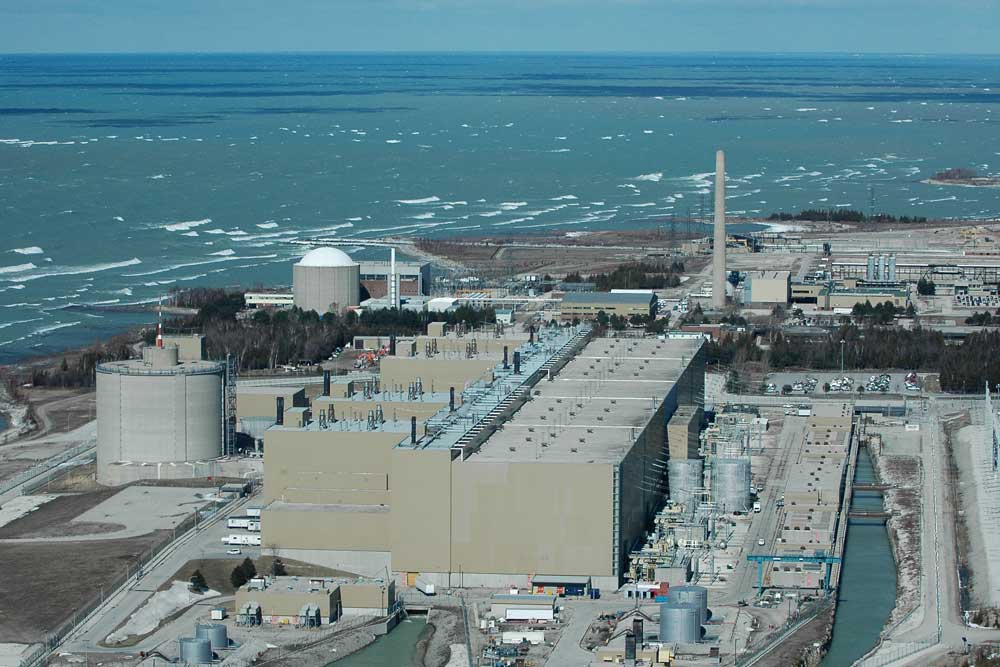
АЕС Брюс, вакуумна споруда ліворуч від енергоблоків

Важководні реактори в основному відомі під назвою CANDU, це канадський національний напрямок. Ці реактори Канада також будувала в Південній Кореї, Пакистані, Румунії, Китаї та Аргентині. Реактори даного напрямку також розбудовує Індія. Будувала їх і німецька Kraftwerk Union, наприклад на АЕС Атуча в Аргентині.
Прикладом стандартного для CANDU рішення гермооболонок можуть послужити чотири енергоблоки АЕС Пікерінг. Всі їх циліндричні оболонки, в яких знаходиться обладнання першого контуру і парогенератори, з'єднані з окремо стоячою спеціальною «вакуумною» спорудою об'ємом 82 000 м ³, у якій підтримується розрідження 0,007 МПа. У випадку аварії з підвищенням тиску в гермооболонці одного з блоків, відбувається розрив мембрани на трубопроводі і аварійний блок з'єднується з вакуумною спорудою. Таким чином надлишковий тиск повністю скидається менш, ніж за 30 секунд, навіть у разі неспрацювання аварійних систем енергоблоків. І гермооболонки, та вакуумні споруди оснащені спринклерними (розпилювальними) та вентиляційними системами для конденсації пари і зниження тиску. Також у вакуумній споруді є додатковий бак з аварійним запасом води для цих цілей. Розрахунковий тиск оболонок реакторів становить 0,42 МПа з вакуумною спорудою і 0,19 МПа без неї. Гермооболонки виконані з попередньо-напруженого залізобетону, вакуумна споруда — з залізобетону. Внутрішнє облицювання оболонок — з гуми на основі епоксидних смол і вінілу, армованої склопластиком, вакуумна споруда без облицювання. У пізніших проєктах, наприклад канадської АЕС Брюс, оболонки облицьовані сталлю, а залізобетон вакуумної споруди попередньо напружений.
Гермооболонки індійських реакторів розвивалися в іншому напрямку. На відміну від канадських реакторів, індійські оболонки подвійні, без внутрішнього облицювання і з баком-барботером в гермооб'ємі. Контайнмент розділений водонепроникними перегородками на сухий бокс і бак-барботер. У випадку аварії пароводяна суміш через вентиляційну систему скидається з сухого боксу в бак-барботер і конденсується. Блок АЕС Раджастан (пуск в 1981 році) став першим в Індії з попередньо-напруженого залізобетону (тільки купол, стіни — з залізобетону). У наступному проєкті, АЕС Мадрас, застосовано поділ об'єму оболонки на сухий бокс і барботер. Гермооболонки енергоблоків цієї станції частково подвійні, внутрішня оболонка з попередньо-напруженого, а зовнішня — з монолітного, не армованого бетону. Наступним етапом еволюції стали гермооболонки АЕС Нарора, в яких зовнішня оболонка виконана із залізобетону. Потім, на АЕС Какрапар зовнішній купол був виконаний знімним для можливості заміни парогенераторів. Ця конструкція з невеликими змінами використовувався на безлічі індійських енергоблоків.

### Інші типи

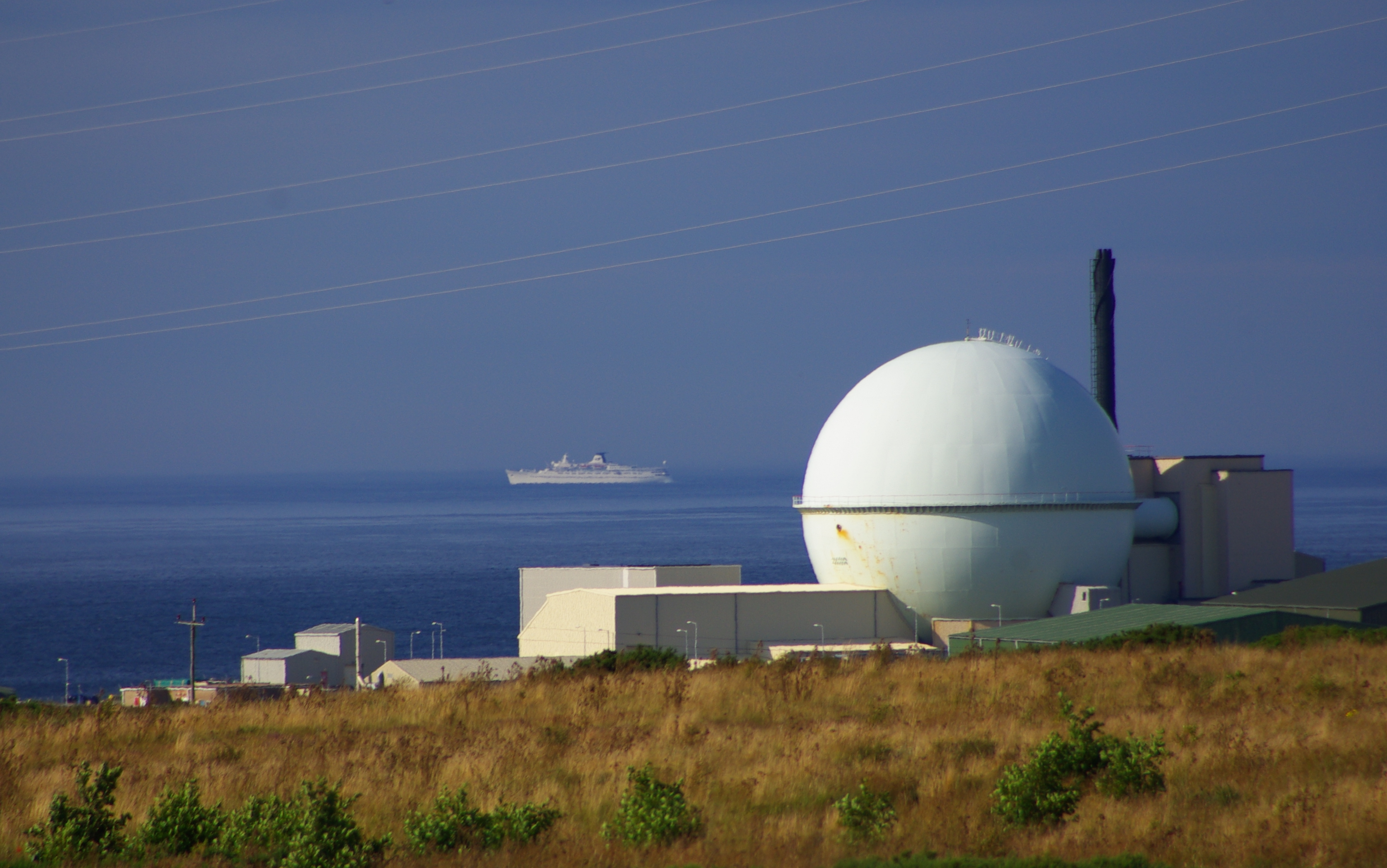
Енергоблок закритої Dounreay (реактор на швидких нейтронах) у Великій Британії зі сталевою гермооболонкою

Реактори-розмножувачі на швидких нейтронах були розроблені і функціонували в декількох країнах (США, Японії, Великій Британії, Франції, СРСР), однак, зараз працює лише єдиний у світі аналогічний реактор на Білоярській АЕС у Росії. Так як теплоносієм в таких реакторах є рідкий метал, а не вода, гермооболонки, бетонні або сталеві, розраховуються на значно менший тиск — 0,05-0,15 МПа.
Газоохолоджувальні реактори Magnox і AGR) — національний напрямок в реакторобудуванні Великої Британії. Такі реактори не мають гермооболонок. Основне обладнання в них інтегроване з активною зоною в корпус з попередньо-напруженого залізобетону, який таким чином грає роль контайнмента.
Високотемпературні газоохолоджувальні реактори будувалися в 60-ті роки і всі були закриті до кінця 80-х років. У США компанією General Atomics були побудовані кілька енергоблоків станцій Форт-Сент-Врейн і Піч-Ботте. Гермооболонки циліндричної форми із залізобетону c куполом, всередині розміщені реактор з попередньо-напруженого залізобетону і основне устаткування. Розрахунковий тиск — 0,35 МПа. У Німеччині діяв енергоблок THTR-300 компанії Nukem без гермооболонки, з циліндричним реактором з попередньо-напруженого залізобетону.
У енергоблоках з реакторами РБМК, які будувалися в СРСР, гермооболонки не використовувалися через великі розміри реакторів. Роль контайнменту виконує система бетонних боксів довкола реактора, в яких є основне устаткування, і басейн-барботер для скидання пари в разі аварійної ситуації.

## Типові характеристики
Геометрія

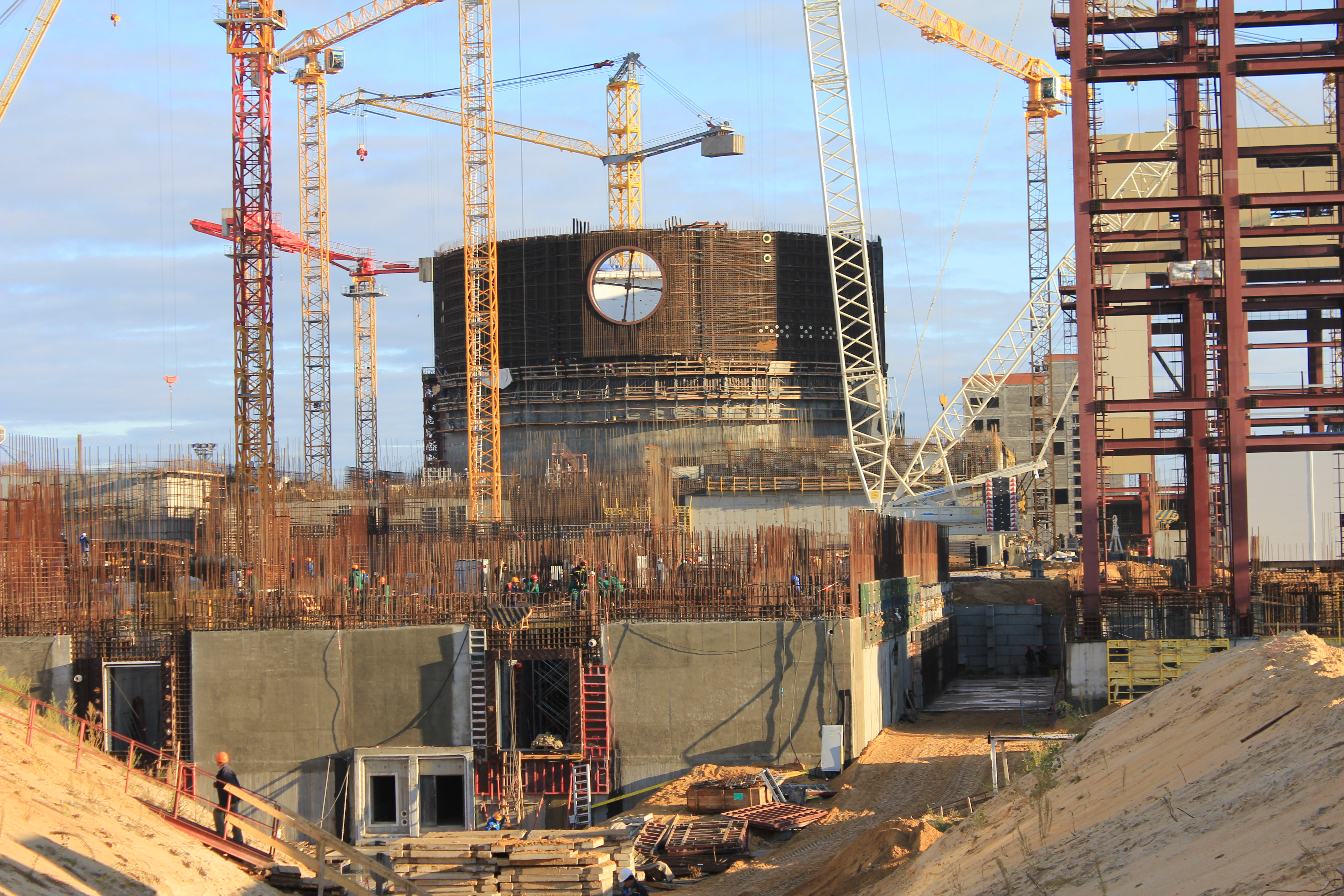
Спорудження Нововоронезької АЕС-2. На дальньому плані внутрішня гермооболонка з отвором у місці монтування шлюзу для проходу персоналу

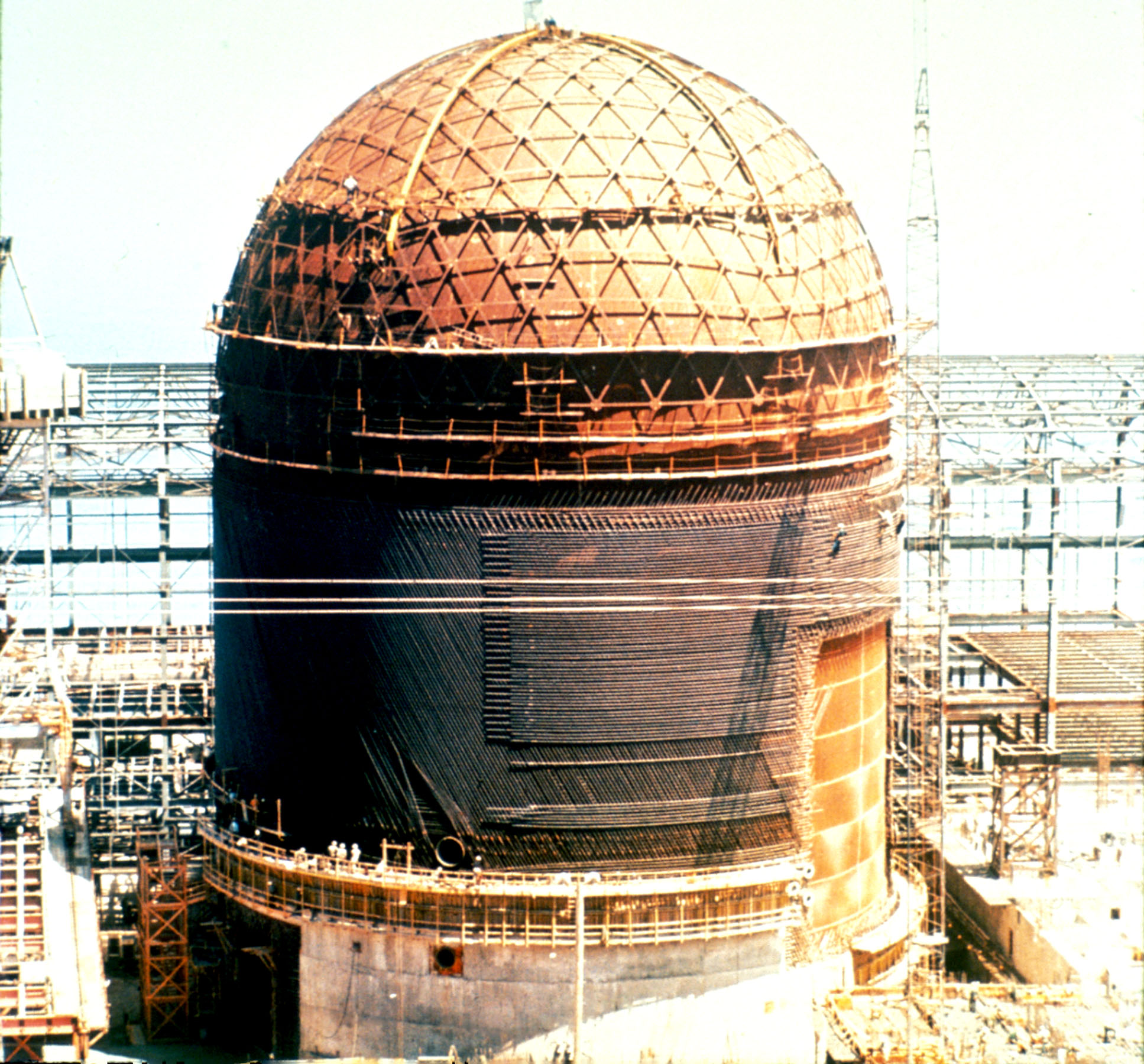
Демонтаж контаймента

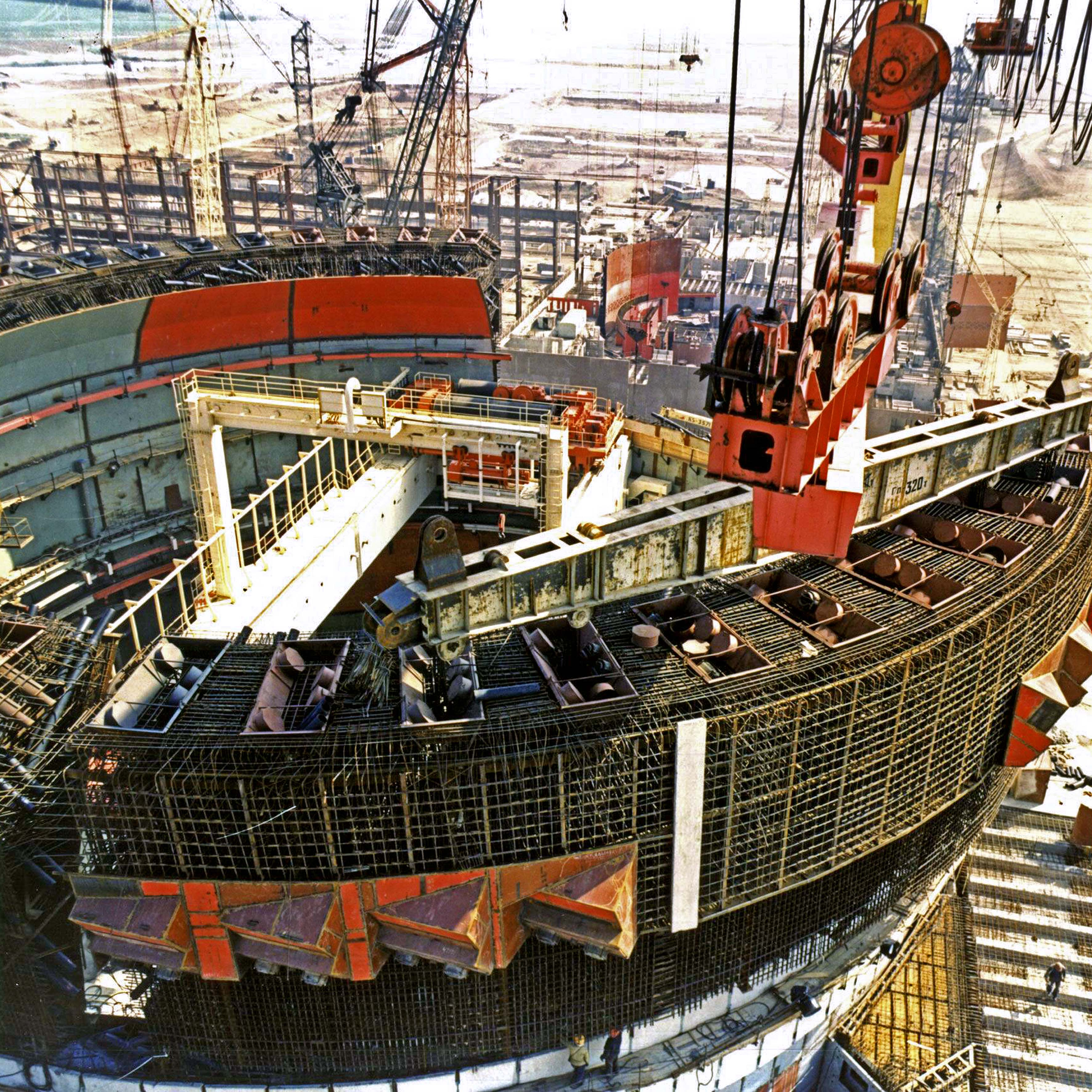
Гермооболонки Балаковської АЕС

Найчастіше гермооболонки мають форму циліндра з напівсферичним куполом, що спирається на бетонну основу.
- Внутрішній діаметр від 37 до 45 метрів;
- Товщина стін і купола від 0,8 до 1,3 метра;
- Товщина основи від 1 м (скельна порода чи опора на спеціальну споруду, як в реакторах ВВЕР-1000) до 5 м (недостатньо твердий ґрунт під основою, висока сейсмічність, попередньо-напружена основа)[2]

Проходки
Обладнання всередині гермооболонки пов'язане з численними допоміжними і аварійними системами зовні, тому через стіни необхідний вхід трубопроводів і кабелів, для чого в гермооболонці передбачається система герметичних трубних і кабельних проходок різного розміру. У середньому їх близько 120. Найбільшими отворами є: транспортний люк для завантаження/розвантаження обладнання та палива — діаметр приблизно 8 метрів; основний та аварійний шлюзи для проходу персоналу — по 3 метри; проходки паропроводів — 1,3 метра.
Максимальні розрахункові параметри при аварії
- Тиск частіше всього 0,5 МПа;
- Температура частіше всього 150 °C[2].

Напруга і міцність
У середньому напруження циліндричної частини типового попередньо-напруженого контайнмента при нормальній експлуатації — 10 МПа в тангеціальнім напрямку і 7 МПа у вертикальному напрямку, що забезпечує міцність залізобетону в 40 МПа.
Облицювання
Внутрішнє облицювання, якщо воно є, найчастіше із сталі, товщиною 6—8 мм. Облицювання потрібне для поліпшення герметизації і більшої стійкості до навантажень.
Витрата матеріалів
Зазначені величини сильно відрізняються в залежності від проєкту.
Одиночна оболонка з облицюванням (для енергоблоку потужністю близько 900 МВт):
| Матеріал                      | Контайнмент | Підстава | Всього |
| ----------------------------- | ----------- | -------- | ------ |
| Бетон, м³                     | 8 000       | 5 000    | 13 000 |
| Арматура, т                   | 1 000       | 800      | 1 800  |
| Попередньо напружена сталь, т | 1 000       | —        | 1 000  |
| Сталеве облицювання, т        | 500         | 150      | 650    |

Подвійна оболонка без облицювання (для енергоблоку потужністю близько 1400 МВт):
| Матеріал                      | Внутрішня оболонка | Зовнішня оболонка | Підстава | Всього |
| ----------------------------- | ------------------ | ----------------- | -------- | ------ |
| Бетон, м³                     | 12 500             | 6 000             | 8 000    | 26 500 |
| Арматура, т                   | 1 150              | 850               | 1 500    | 3 500  |
| Попередньо напружена сталь, т | 1 500              | —                 | —        | 1 500  |

## Сучасні тенденції

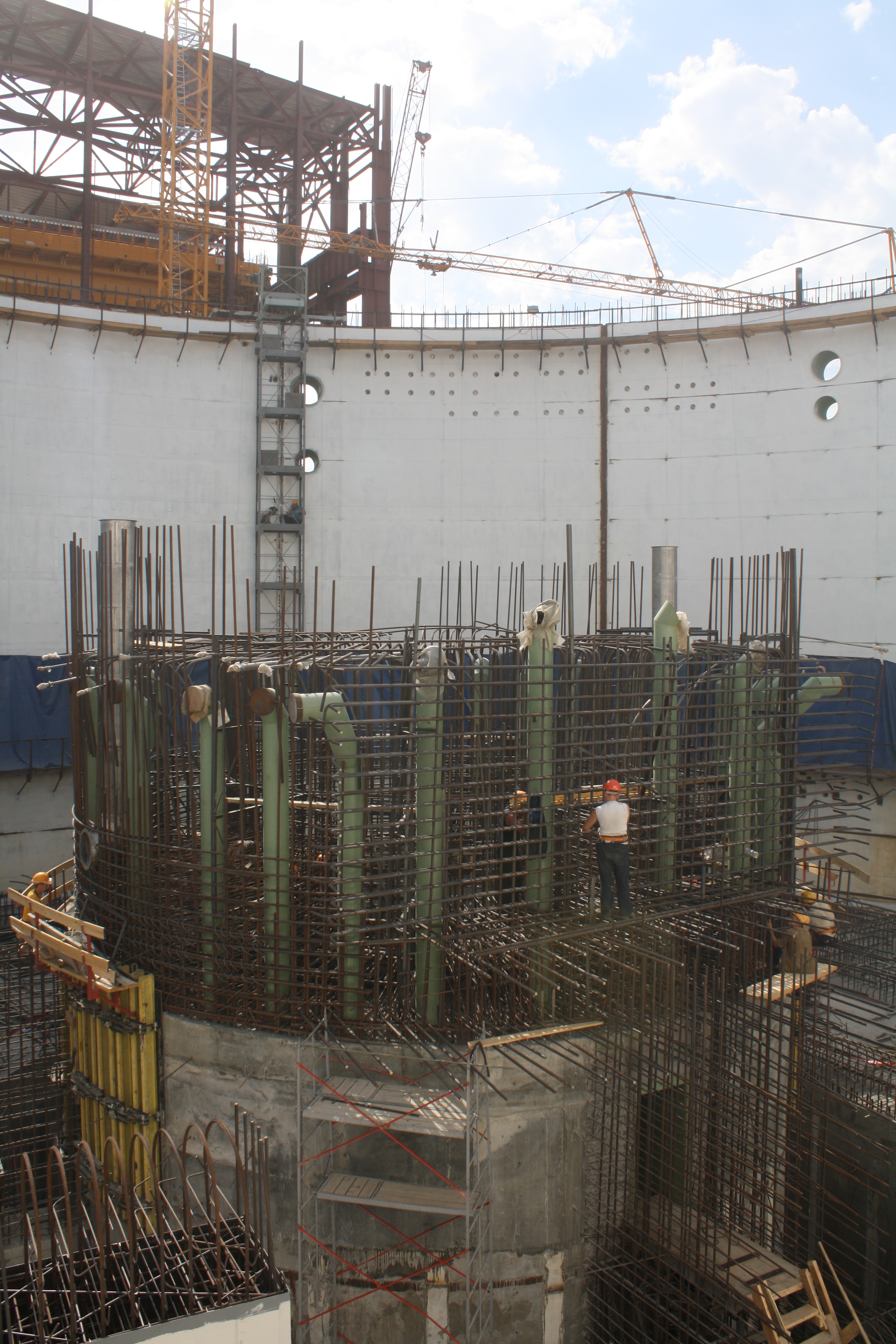
Монтаж пастки розплаву на Нововоронезькій АЕС-2

Сучасні тенденції у будові гермооболонок спрямовані, в основному, в бік нарощування пасивних систем, тобто таких, що не вимагають джерел енергії і сигналу на увімкнення. У цьому напрямку активно розвивалися всі аварійні системи в реакторах останнього покоління 3+. В наш час[коли?] ведеться будівництво чотирьох ВВЕР-1200 (Нововоронезька АЕС-2 і Ленінградська АЕС-2) в Росії, чотирьох AP1000 (компанія Westinghouse Electric Company) в Китаї і двох EPR (Areva спільно з Siemens) у Фінляндії та Франції. Росія вже використала нові рішення при будівництві Тяньваньської АЕС в Китаї і АЕС Куданкулам в Індії. Існує й цілий ряд інших проєктів різних компаній світу, реалізація яких ще не розпочата.
У всіх нових проєктах гермооболонки подвійні, зовнішня для захисту від зовнішніх впливів і внутрішня для локалізації аварій з розгерметизацією першого контуру. У ВВЕР-1200 і EPR зовнішня оболонка із залізобетону, внутрішня з попередньо-напруженого залізобетону. У AP1000 внутрішня оболонка сталева. У всіх проєктах між внутрішньою і зовнішньою оболонками в разі аварії організовується природна циркуляція повітря для охолодження внутрішньої оболонки.
Іншим напрямком у підвищенні безпеки є захист гермооболонки у разі розплавлення ядерного палива та пропалення ним корпусу реактора. Вперше подібний пристрій було споруджено в контайнменті Тяньваньської АЕС з ВВЕР-1000 (пуск в 2007 році) і прийнято для проєктів з ВВЕР-1200. У російських гермооболонках під реактором споруджується пастка розплаву, в її корпусі знаходиться наповнювач, в основному з оксидів заліза і алюмінію. Наповнювач розчиняється в розплаві палива для зменшення його об'ємного енерговиділення і збільшення поверхні теплообміну, а вода по спеціальних трубопроводах заливає цю масу. У EPR пастка організована по іншому — розплав, який пропалює корпус, потрапляє на похилу поверхню, котра спрямовує стік в басейн з водою і металевим днищем спеціальної конструкції, яке охолоджується. У AP1000 пастка розплаву відсутня, але передбачена система для запобігання пропалювання корпусу — шахта реактора в разі такої аварії заливається водою, що охолоджує корпус зовні.
Відомим нововведенням в області пасивної безпеки є каталітичні рекомбінатори водню. Їх можна встановлювати і на вже працюють блоках (на багатьох в усьому світі вони вже встановлені), в обов'язковий набір елементів вони входять в нових проєктах.
Рекомбінатори — невеликі пристрої, які в великій кількості встановлюються по всьому гермооб'єму і забезпечують зниження концентрації водню при аваріях з його виділенням. Рекомбінатори не вимагають джерел енергії і команд на включення — при досягненні невеликій концентрації водню (0,5-1,0 %), процес його поглинання рекомбінаторами починається спонтанно.

## Саркофаг Чорнобильської АЕС
Аварія 26 квітня 1986 року на 4 блоці Чорнобильської АЕС з реактором РБМК-1000, оцінена за шкалою INES найвищим 7-м рівнем і вважається найбільшою за всю історію ядерної енергетики, так і за кількістю загиблих та потерпілих від її наслідків людей, величиною забруднених територій і за економічним збитком.
Після аварії, над зруйнованим енергоблоком до кінця листопада 1986 року побудовано бетонний «саркофаг» — об'єкт «Укриття». Радіоактивні уламки, розкидані територією АЕС і на даху машинного залу були прибрані всередину саркофагу або забетоновані.
Відсутність гермооболонки на реакторах Чорнобильської АЕС як бар'єру на шляху розповсюдження радіоактивних речовин була основною причиною викиду великої кількості радіоактивних матеріалів у довкілля, в основному у формі цезію-137 та йоду-131 і причиною поширення їх на великі території України і Білорусі.